# Theodor des Coudres
Theodor des Coudres (Veckerhagen, 13 de março de 1862 – Leipzig, 8 de outubro de 1926) foi um físico alemão.
Filho de Julius des Coudres e sua mulher Anna Henrietta Rosenstock. Seu irmão mais novo, Richard des Coudres, foi presidente da "Mitteldeutscher Sängerbund"; seu tio por lado paterno foi o pintor Ludwig des Coudres.
Em 1881 des Coudres começou a estudar ciências naturais e medicina na Universidade de Genebra e depois em Leipzig e Munique. Na Universidade de Berlim obteve um doutorado em 1887, orientado por Hermann von Helmholtz, com a tese Ueber die Reflexion polarisirten Lichtes an Quecksilber. Em 1889 trabalhou na Universidade de Leipzig como assistente de Gustav Heinrich Wiedemann. Sua pesquisas levaram a sua habilitação em 1891. Em 1895 foi apontado para a Universidade de Göttingen para a cátedra de "eletricidade aplicada". Em 1901 foi para a Universidade de Würzburgo, como professor extraordinário da cátedra de física teórica. Em 1903 sucedeu Ludwig Boltzmann na Universidade de Leipzig, onde permaneceu o restante de sua vida. 